# 東京裁判 (映画)
『東京裁判』（とうきょうさいばん）は、1983年制作の日本のドキュメンタリー映画。
太平洋戦争敗戦後の日本の進路を運命づけた極東国際軍事裁判（東京裁判）の模様を記録し、裁判から25年後に公開されたアメリカ国防総省の50万フィートにも及ぶ長大なフィルムを、5年の歳月をかけて編集して製作した4時間30分以上にわたる長編ドキュメンタリー映画。小林正樹監督。ナレーターは佐藤慶。

## 概要
タイトルが示す通り、この作品のメインは一般に「東京裁判」と呼ばれる極東国際軍事裁判の法廷のシーンである。ただし、映画開始後40分以上経った後に初めて裁判のシーンが登場する。このように、この作品は東京裁判に至るまでの日本の道のりや、この裁判が行われた当時の日本や世界の状況も詳細に描いている。
冒頭はポツダム会談から始まり、太平洋戦争の記録映像を背景に、昭和天皇による終戦の詔勅がルビを付した字幕付きで全文収められている。
一部ではあるがBC級戦犯についても触れており、上海で絞首刑に処せられる被告というショッキングなシーンを含んでいる。
ヒトラー率いるナチス・ドイツの興亡に20分以上割いている。ここではニュルンベルク裁判を経て処刑された被告の遺体の写真を含んでいる。
裁判は被告全員の判決のシーンで終わる。判決の1か月余り後の1948年（昭和23年）12月23日に死刑判決を受けた7名の被告の処刑が実施されたことを裁判での被告らの写真と共に触れている。この後、華々しく行われているトルーマン大統領の再選就任祝賀パレードを背景に、対比するように1950年の朝鮮動乱をはじめとする第二次世界大戦後に世界各地で起きた戦争・紛争の数々を字幕で表示している。「米軍 北爆を拡大」と表示した後、ベトナム戦争での空襲を受けて逃げ惑う少女（ファン・ティー・キムフック）らの写真を最後に映画は終わる。
長尺のため、映画開始2時間15分ごろに休憩が入っている。
公開翌年に佐藤は、同じく東京裁判が舞台の1つの大河ドラマ「山河燃ゆ」で証人として出廷した田中隆吉を演じている。
1985年8月11日と12日にTBS系列局で終戦40周年特集として前編と後編に分けて放送された。この時、月曜ロードショーと同様に荻昌弘が映画解説を担った。

## 評価
- 第26回ブルーリボン賞作品賞受賞[4]
- 第35回ベルリン国際映画祭国際映画批評家連盟賞受賞[5][6][7]